# Eucalyptus alipes
Eucalyptus alipes (лат.) — кустарник или многоствольное дерево, вид рода Эвкалипт (Eucalyptus) семейства Миртовые (Myrtaceae), эндемик юго-запада Западной Австралии. У растения гладкая кора от серого до светло-коричневого или бронзового цвета, листья от линейных до узкоэллиптических, почки от овальных до веретеновидных с длинной узкой калиптрой и коническими плодами.

## Ботаническое описание
Eucalyptus alipes — кустарник или многоствольное дерево до 8 м в высоту без лигнотубера. У него гладкая кора от серого до светло-коричневого или бронзового цвета. Листья на молодых растениях и порослях высотой менее 1 м от линейных до узкоэллиптических, 45-80 мм в длину и 5-80 мм в ширину. Зрелые листья от линейных до узкоэллиптических или ланцетовидных, 30-75 мм в длину и 4-11 мм в ширину, черешок до 8 мм в длину. Цветки расположены группами по три в пазухах листьев на цветоносе длиной 0,5-2,5 мм, отдельные цветки на цветоножке длиной до 8 мм с двумя крылышками по бокам. Почки от овальных до веретенообразных, 13-21 мм в длину и 5-7 мм в ширину в зрелом возрасте. Калиптра от цилиндрической до полушаровидной, вдвое длиннее чашечки цветка, но у́же чашечки в месте соединения. Цветёт с декабря или января по февраль, цветки кремово-белые. Плод представляет собой конусообразную коробочку длиной 10-12 мм и шириной 7-8 мм с двумя рёбрами по бокам.

## Таксономия
Вид впервые официально описан в 1992 году Кеном Хиллом и Лоренсом Джонсоном и получил название Eucalyptus suggrandis subsp. alipes. В 2005 году Дин Николь и Иэн Брукер повысили статус подвида до статуса Eucalyptus alipes. Видовой эпитет — от латинского слова, означающего «крылоногий», относящееся к цветоножкам.

## Распространение и местообитание
Эндемик Западной Австралии, часто растёт чистыми насаждениями на засоленных почвах и вдоль засоленных дренажных линий и встречается между Хайденом, Кулгарди и Норсманом, а также на юге до Лейк-Кинга и на западе до Нарембина.

## Охранный статус
E. alipes классифицируется Департаментом парков и дикой природы Западной Австралии как «не угрожаемый». Международный союз охраны природы классифицирует природоохранный статус вида как «уязвимый».